# 바울로의 전도여행

클라우디우스 황제 치세(서기 41년부터 54년까지)는 로마 제국 내의 정치적 안정과 경제적 번영이 유지되던 시기로, 바울의 선교 활동에도 중요한 배경이 되었다.

바울로의 전도여행(- 傳道旅行)은 사도행전에 사도 바울로가 주도적으로 기록된 전도의 여정이다. 사도행전 9장 15절에 따르면, 바울은 예수로부터 이방 민족들에게 그의 이름을 전파하라는 사명을 위임받았다. 바울은 이후 갈라디아서 1장 15~16절이나 디모데전서 2장 7절 등 자신의 서신에서 이 사명을 자각하는 모습을 보여주고, 선교 여행을 통해 실현하였다고 한다. 교파에 따라 바울, 혹은 바오로의 선교여행이라고도 한다.
바울의 선교 활동은 동역자들의 지속적인 협력 속에서 이루어졌다. 다른 사람들의 지원 없이 바울의 활동은 장기적인 성과를 거두기 어려웠을 것이다. 그는 생애 전반에 걸쳐 다양한 사회적 네트워크에 속해 있었으며, 바울로 서신과 루가-사도행전에 이름이 언급된 인물들 가운데 약 50명 정도가 그의 직접적인 동역자로 분류된다. 이들 중에는 바나바, 유니아, 포이베, 루디아, 실라, 디모테오 등이 있으며, 브리스길라와 아굴라는 바울과 협력하되 독립적으로 활동한 인물로 꼽힌다.
로마 제국의 클라우디우스 황제 치세(41년~54년) 동안을 포함한 서기 30년부터 130년까지의 기간은, 제국 내에서 '팍스 로마나(Pax Romana)'라 불리는 비교적 평화롭고 안정된 시기로, 정치적 안정과 경제적 번영이 특징이었다. 바울과 그의 동역자들은 제국 전역에 잘 구축된 인프라, 약 30만 킬로미터에 달하는 도로망(이 중 약 8만 킬로미터는 포장도로)을 활용하여 여행하였으며, 교육 활동에 있어서는 라틴어와 그리스어(코이네 그리스어)와 같은 널리 통용되는 언어의 존재가 유리하게 작용하였다.
기독교 신앙의 확산에 중요한 또 하나의 요인은 유대 디아스포라 공동체의 존재였다. 이와 더불어 이 시기 로마 제국의 종교적 다양성과 상대적인 관용 분위기 역시 기독교 교리의 전파에 긍정적인 영향을 미쳤다.
학자 혹(Hock, 1980)은 사도행전에 기록된 바울의 여행 정보를 바탕으로 그의 선교 여정에서 도보 및 도로를 통해 이동한 거리가 약 1만 6천 킬로미터에 달했을 것으로 추정하였다. 그는 이 여정에서 로마 행정 관료, 상인, 순례자, 병자, 전령, 도망친 노예, 망명자, 죄수, 운동선수, 장인, 학생 등 다양한 계층의 인물들과 마주쳤을 가능성이 크다.

## 1차 전도여행

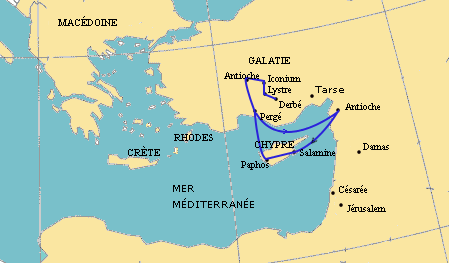
바울의 첫 번째 선교 여행은 약 서기 47년에 이루어졌다.

사도행전의 저자는 바울의 선교 여정을 세 차례로 구성한다. 바울의 첫 번째 선교 여행은 신약성경 사도행전 13장부터 14장에 기록되어 있다. 이 여행은 대략 서기 47년경에 이루어졌으며, 약 1년간 지속되었다. 여행의 출발점이자 종착점은 오론테스강변의 안티오키아로, 오늘날 터키의 안타키아에 해당한다. 사도행전 13장 1절에 따르면, 이곳에서 바울과 바나바는 루키오, 마나엔, 니게르라 불리는 시메온과 함께 예언자이자 교사로 활동하였다. 안티오키아 교회는 성령의 지시에 따라 바울과 바나바를 첫 번째 선교 여행에 파견하였다고 전한다.
초기에는 바나바가 지도자 역할을 맡았다. 이 선교 여행은 배와 도보를 통해 이루어졌으며, 경로는 키프로스섬과 소아시아 지역의 팜필리아, 피시디아, 갈라티아 등을 포함한다.
키프로스에서는 바울이 복음을 방해하던 마술사 엘루마(엘리마)를 책망하고 그의 눈을 멀게 하였다. 이후 일행은 팜필리아의 버가로 항해하였고, 그곳에서 요한 마르코는 예루살렘으로 돌아갔다. 바울과 바나바는 비시디아의 안디옥으로 이동하였으며, 안식일에 회당을 찾아 설교할 기회를 얻었다. 바울은 이집트 탈출에서 다윗 왕에 이르기까지 이스라엘의 역사를 되짚은 후, 예수가 다윗의 후손으로서 하나님의 뜻에 따라 이스라엘에 보내졌다고 설명하였다. 이어서 예수의 죽음과 부활 사건을 전하고, 예수가 죄 사함을 가져다주는 약속된 ‘크리스토스’임을 헬라어 70인역 성경을 인용하여 강조하였다. 그 설교 이후, 유대인들과 경건한 이방인들 다수가 이들의 말씀에 관심을 보였고, 다음 안식일에도 더 많은 이야기를 듣기 원하였다. 그러나 이로 인해 영향력 있는 일부 유대인들이 반발하였고, 바울은 이 사건을 계기로 자신의 선교 대상이 이제부터 이방인으로 확대될 것임을 선포하였다.
안디옥은 바울 초기 선교 활동의 주요 거점으로 기능하였으며, 첫 번째 여행 이후에도 바울은 이곳에 머물며 제자들과 오랜 기간 교류하였다. 바울이 안디옥에 체류한 기간에 대해서는 정확한 기록이 없으며, 학자들 사이에서 약 9개월에서 최대 8년에 이르기까지 다양한 추정이 존재한다. 바울은 갈라디아서에서 자신이 이 여행 중 갈라디아 사람들에게 육체적 약함 가운데 복음을 전했음을 회상하였다(갈라디아서 4장 13절).
레이먼드 E. 브라운(Raymond E. Brown)의 『신약성서 개론』(1997)에서는 바울 생애의 주요 사건들에 대한 연대기를 제시하고 있으며, 다수 학자들은 바울의 첫 번째 선교 여행을 전통적으로 서기 46~49년경으로 보고 있다. 이에 반해 소수 학자들은 이를 37년 이후로 보는 수정 연대를 주장하기도 한다.

## 2차 전도여행

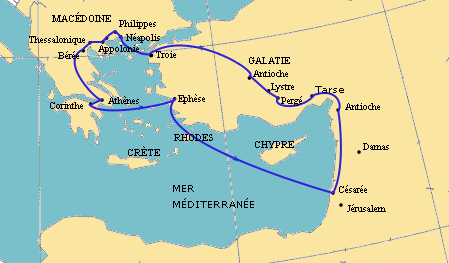
두 번째 선교 여행은 서기 49년경부터 52년까지 진행되었다.

바울의 두 번째 선교 여행은 신약성경 사도행전 15장부터 18장에 기록되어 있다. 이 여행은 대략 서기 49년부터 52년 사이에 이루어졌으며, 출발지와 종착지는 예루살렘이었다. 여행 경로는 소아시아의 여러 도시들—첫 번째 선교 여행에서 이미 방문한 지역들—을 지나 오늘날 그리스에 해당하는 광범위한 지역까지 이어졌다. 여행의 경로와 기간은 사전에 계획된 것이 아니라, 여정 중 발생한 다양한 사건들에 따라 즉흥적으로 결정되었다.
이 선교 여정의 연대 추정에는 델포이에서 발견된 비문이 중요한 근거가 된다. 해당 비문은 로마 아카이아 속주의 총독 루키우스 유니우스 갈리오 안나이아누스를 언급하고 있으며, 서기 52년 여름으로 날짜가 지정되어 있다. 이를 바탕으로 바울이 서기 50년경 코린토스에 도착했을 것으로 추정된다. 바울은 코린토스 체류 중 이 갈리오 총독과 접촉한 바 있어(사도행전 18장 12~17절), 이 사건이 전체적인 전도여행의 연대 결정에 중요한 단서가 된다.
바울의 두 번째 선교 여행은 예루살렘에서 열린 예루살렘 회의(할례 문제에 대한 논의) 이후인 서기 49년 늦가을에 시작되었다. 지중해 일대를 여행하던 중, 바울과 바나바는 안디옥에서 요한 마르코를 동행시킬지 여부를 두고 격한 언쟁을 벌였다. 사도행전에 따르면 요한 마르코는 이전 여행 중 중도에 이탈하여 고향으로 돌아간 전력이 있었다. 결국 이 문제를 해결하지 못한 두 사람은 갈라서기로 하였고, 바나바는 요한 마르코와 함께 떠났으며, 바울은 실라를 동행자로 삼았다.
바울과 실라는 먼저 다소(바울의 출생지), 더베, 루스드라를 방문하였다. 루스드라에서는 평판이 좋았던 제자 디모데를 만나 그를 동행자로 삼았다. 이후 바울과 실라, 디모데는 소아시아 남서부 지역으로 복음을 전하러 가고자 하였으나, 밤중에 바울은 환상 중에 마케도니아 사람 하나가 나타나 도움을 요청하는 모습을 보았다. 이 환상을 본 후 바울 일행은 마케도니아로 건너가 복음을 전파하기로 결정하였다. 이 여정 동안 교회는 계속해서 성장하였다.
빌립보에서는 바울이 점치는 귀신 들린 여종에게서 그 영을 쫓아냈다. 그러나 그 여종의 주인들은 점술로 얻던 수입이 끊긴 데에 분노하여 바울과 실라를 관청에 끌고 갔다. 이들은 감옥에 수감되었으나, 지진이 일어나 감옥 문이 열리고 바울과 실라는 탈출할 기회를 얻었음에도 그대로 남아 있었다. 이 사건을 계기로 간수가 회심하게 되었다고 전한다.
이후 바울 일행은 베레아를 거쳐 아테네로 향하였다. 아테네에서는 회당에서 유대인들과 경건한 그리스인들에게, 또한 아레오바고에서는 헬레니즘 철학자들과 지식인들을 상대로 복음을 전하였다. 그 후 바울은 고린도로 이동하여 선교 활동을 계속하였다.

## 3차 전도여행

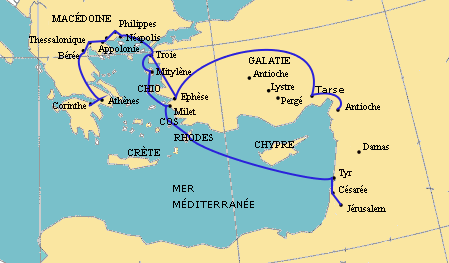
세 번째 선교 여행은 서기 52년부터 56년까지 이어졌다.

바울의 세 번째 선교 여행은 신약성경 사도행전 18장부터 21장에 기록되어 있다. 이 여행은 대략 서기 52년부터 56년 사이에 이루어졌으며, 주로 두 번째 선교 여행과 동일한 지역을 경유하였다. 출발지는 오론테스 강변의 안티오키아이며, 종착지는 예루살렘이었다.
사도행전에 따르면, 바울은 세 번째 선교 여행을 갈라디아와 프리기아 지역을 순회하면서 시작하였다. 그는 그곳의 신자들을 권면하고 가르치며 때로는 책망하였다. 이후 바울은 초기 기독교의 중심지 중 하나였던 에페소로 이동하였으며, 약 3년 동안 머물렀다. 그는 고린도에 머물렀을 때처럼 에페소에서도 천막을 만드는 일을 하며 생계를 유지했을 것으로 보인다.
에페소 체류 중 바울은 병을 고치고 귀신을 쫓아내는 등 여러 기적을 행했으며, 인근 지역에 선교 조직을 만든 것으로도 보인다. 그러나 지역 장인의 선동으로 인해 도시 전체가 아르테미스 여신을 옹호하는 소요에 휘말리자, 바울은 에페소를 떠나게 되었다. 이 시기 바울은 고린도 교회에 네 통의 편지를 보냈으며, 빌립보서도 에페소에서 기록된 것으로 여겨진다. 다만 일부 학자들은 이 편지가 로마에서 투옥 중일 때 쓰였다고 보기도 한다.
이후 바울은 마케도니아를 거쳐 아카이아로 들어갔으며, 서기 56~57년 무렵 그리스(아마도 고린도)에서 약 3개월간 체류하였다. 이 기간 동안 바울은 『로마서』를 구술한 것으로 학자들 사이에서 일반적으로 받아들여지고 있다. 이후 시리아로 향할 계획이 있었으나, 유대인들의 모의로 인해 마케도니아를 거쳐 돌아가는 경로로 계획을 변경하였다. 그는 로마서 15장 19절에서 일리리쿰 지역을 방문하였다고 언급하였는데, 이는 현재의 일리리아 그라에카(당시 로마의 마케도니아 속주 일부)를 의미한 것으로 해석되기도 한다.
예루살렘으로 돌아오는 길에 바울과 그의 동료들은 빌립보, 드로아스, 밀레도, 로도스, 두로 등의 도시를 방문하였다. 바울은 가이사랴에 들러 복음 전도자 빌립의 집에서 머문 뒤, 최종 목적지인 예루살렘에 도착하며 세 번째 선교 여행을 마무리하였다.
바울은 예루살렘에 도착한 후, 서기 58년에 율법을 중시하는 유대인들에 의해 유대 종교법을 위반한 혐의로 고소되었다. 이 사건은 당시 유대 총독 포르키우스 페스투스 앞에서 다루어졌다.

## 같이 보기
- 사도행전
- 사도 바울로

### 참조주
1. ↑  두 인물 가운데 누가 선도적인 역할을 하고 있는지는 이름이 언급되는 순서를 통해 간접적으로 드러난다. 처음에는 바나바와 바울이라는 순서로 소개되지만, 같은 장 후반부에서는 바울과 그의 동료들로 표현되면서 주도권이 바울에게 넘어갔음을 암시한다.

### 내용주
1. ↑  Oda Wischmeyer (Hrsg.): Paulus. Leben-Umwelt-Werk-Briefe. UTB 2767, A. Fracke, Tübingen 2012, ISBN 978-3-8252-3601-4, S. 120 f.
2. ↑  Udo Schnelle: Die ersten 100 Jahre des Christentums: 30–130 n.Chr. UTB 2015, Vandenhoeck & Ruprecht, Göttingen 2016, ISBN 978-3-8252-4606-8, S. 154 f.
3. ↑  Ronald F. Hock: The Social Context of Paul’s Ministry: Tentmaking and Apostleship. Philadelphia 1980, S. 27
4. ↑  zitiert aus Wayne A. Meeks: Urchristentum und Stadtkultur. Die soziale Welt der paulinischen Gemeinden. Chr. Kaiser, Gütersloher Verlagshaus, Gütersloh 1993, ISBN 3-579-01824-8, S. 38–39
5. ↑  “Die historische Gestalt des Paulus und Die historische Gestalt des Paulus und ihre Bedeutung für die Geschichte des Urchristentums” (PDF). Ludwig-Maximilians-Universität München, Katholisch-Theologische Fakultät. 2013. 2017년 8월 14일에 확인함.
6. ↑  Christoph Heil. “Eine wahrscheinliche Paulus‐Chronologie” (PDF). Institut für Neutestamentliche Bibelwissenschaft Katholisch-Theologische Fakultät Karl-Franzens-Universität Graz. 2010년 2월 15일에 원본 문서 (PDF)에서 보존된 문서. 2017년 8월 14일에 확인함.
7. ↑  Dunn 2009, 370쪽.
8. ↑  사도행전 13:8–12
9. ↑  사도행전 13:13–48
10. ↑  Harris 2003.
11. ↑  사도행전 14:28
12. ↑  Spence-Jones 2015, 16쪽.
13. ↑  Brown 1997, 445쪽.
14. ↑  Brown 1997, 428–29쪽.
15. ↑  “Die historische Gestalt des Paulus und Die historische Gestalt des Paulus und ihre Bedeutung für die Geschichte des Urchristentums” (PDF). Ludwig-Maximilians-Universität München, Katholisch-Theologische Fakultät. 2013. 2017년 8월 14일에 확인함.
16. ↑  Christoph Heil. “Eine wahrscheinliche Paulus‐Chronologie” (PDF). Institut für Neutestamentliche Bibelwissenschaft Katholisch-Theologische Fakultät Karl-Franzens-Universität Graz. 2010년 2월 15일에 원본 문서 (PDF)에서 보존된 문서. 2017년 8월 14일에 확인함.
17. ↑  SIG³ 801D; PHI.
18. ↑  Anton Grabner-Haider: Kulturgeschichte der Bibel. Vandenhoeck & Ruprecht, Göttingen 2007, ISBN 978-3-525-57309-9, S. 369
19. ↑  Köstenberger, Kellum & Quarles 2009, 400쪽.
20. ↑  사도행전 16:6–10
21. ↑  사도행전 16:5
22. ↑  사도행전 16:16–24
23. ↑  사도행전 16:25–40
24. ↑  “Die historische Gestalt des Paulus und Die historische Gestalt des Paulus und ihre Bedeutung für die Geschichte des Urchristentums” (PDF). Ludwig-Maximilians-Universität München, Katholisch-Theologische Fakultät. 2013. 2017년 8월 14일에 확인함.
25. ↑  Christoph Heil. “Eine wahrscheinliche Paulus‐Chronologie” (PDF). Institut für Neutestamentliche Bibelwissenschaft Katholisch-Theologische Fakultät Karl-Franzens-Universität Graz. 2010년 2월 15일에 원본 문서 (PDF)에서 보존된 문서. 2017년 8월 14일에 확인함.
26. ↑  사도행전 20:34
27. 1 2 3  Cross & Livingstone 2005, St Paul.
28. ↑  McRay 2007, 185쪽.
29. ↑  Michael Flexsenhar 111, 'The Provenance of Philippians and Why it Matters: Old Questions, New Approaches,' Journal for the Study of the New Testament Volume 42, Issue 1 2019 : 18-45.
30. 1 2  사도행전 20:1–2
31. ↑  Sanday n.d., 202쪽.
32. ↑  Romans 15:19
33. ↑  Burton 2000, 26쪽.
34. ↑  Petit 1909.
35. ↑  사도행전 21:8–10, 사도행전 21:15